# Nicolas Camusat
Pour les articles homonymes, voir Camusat.
Nicolas Camusat (1575-1655) était un chanoine historien français. Il était chanoine du Chapitre Saint-Étienne de Troyes.

## Bibliographie

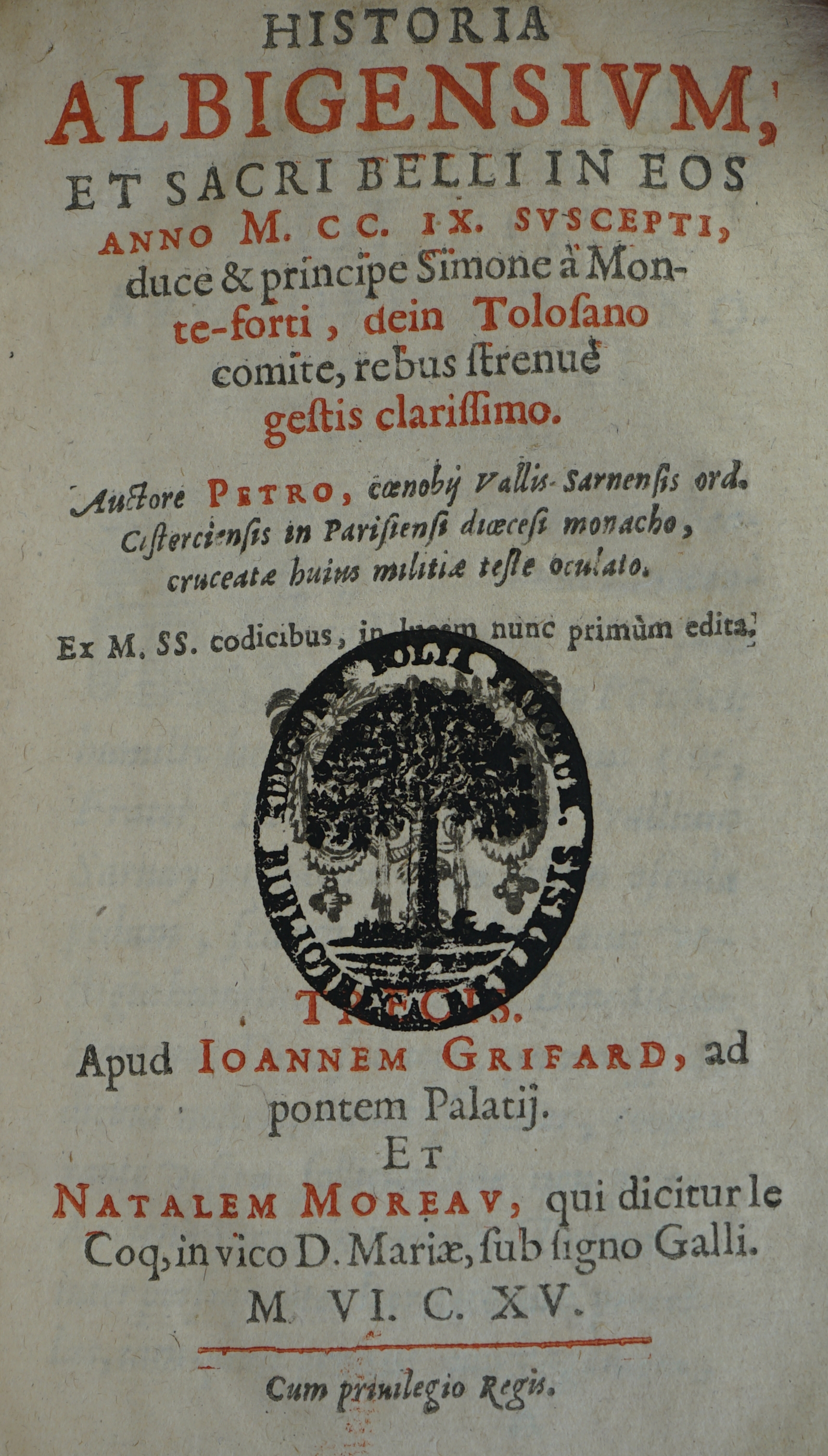
Historia albigensium avec le tampon des saisies révolutionnaire,
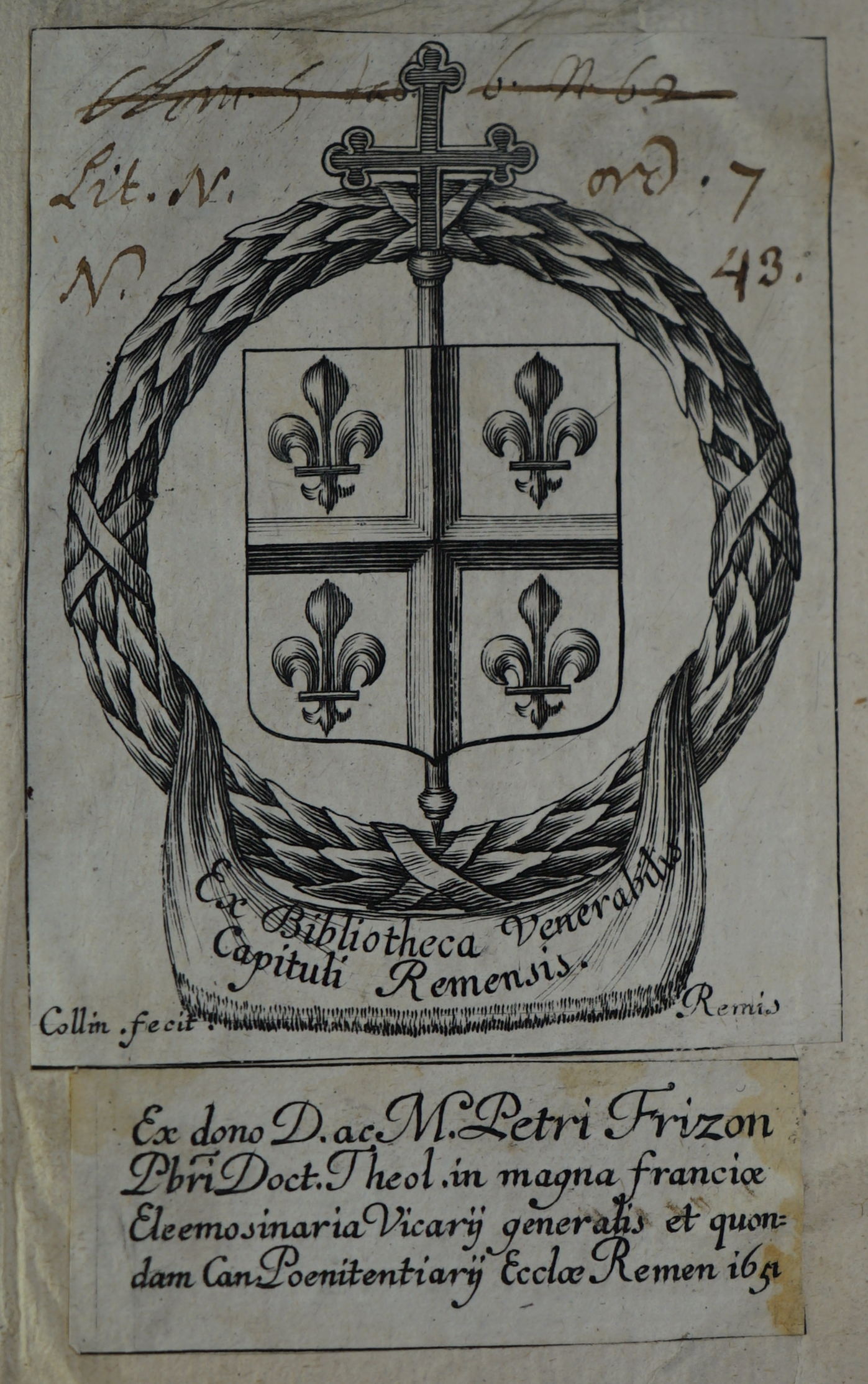
Ex-libris de la bibliothèque cathédrale, bibliothèque Carnegie (Reims),
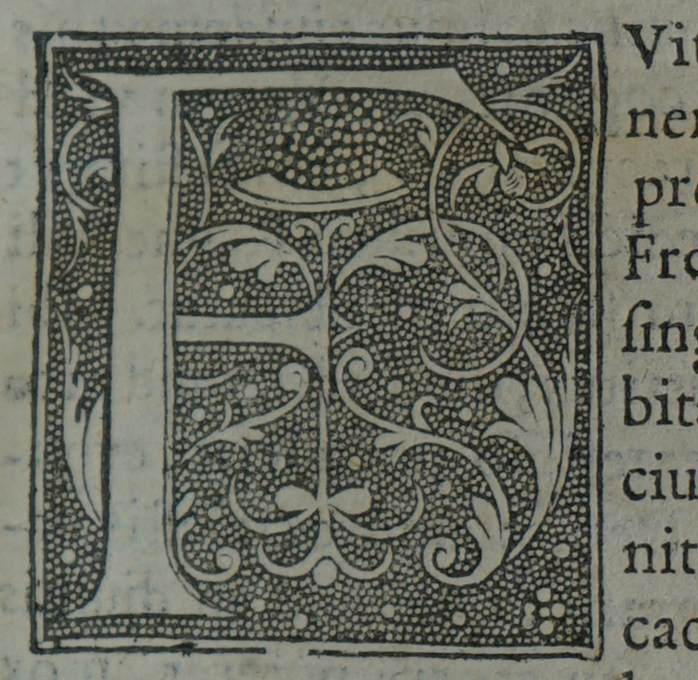
F majuscule du texte,
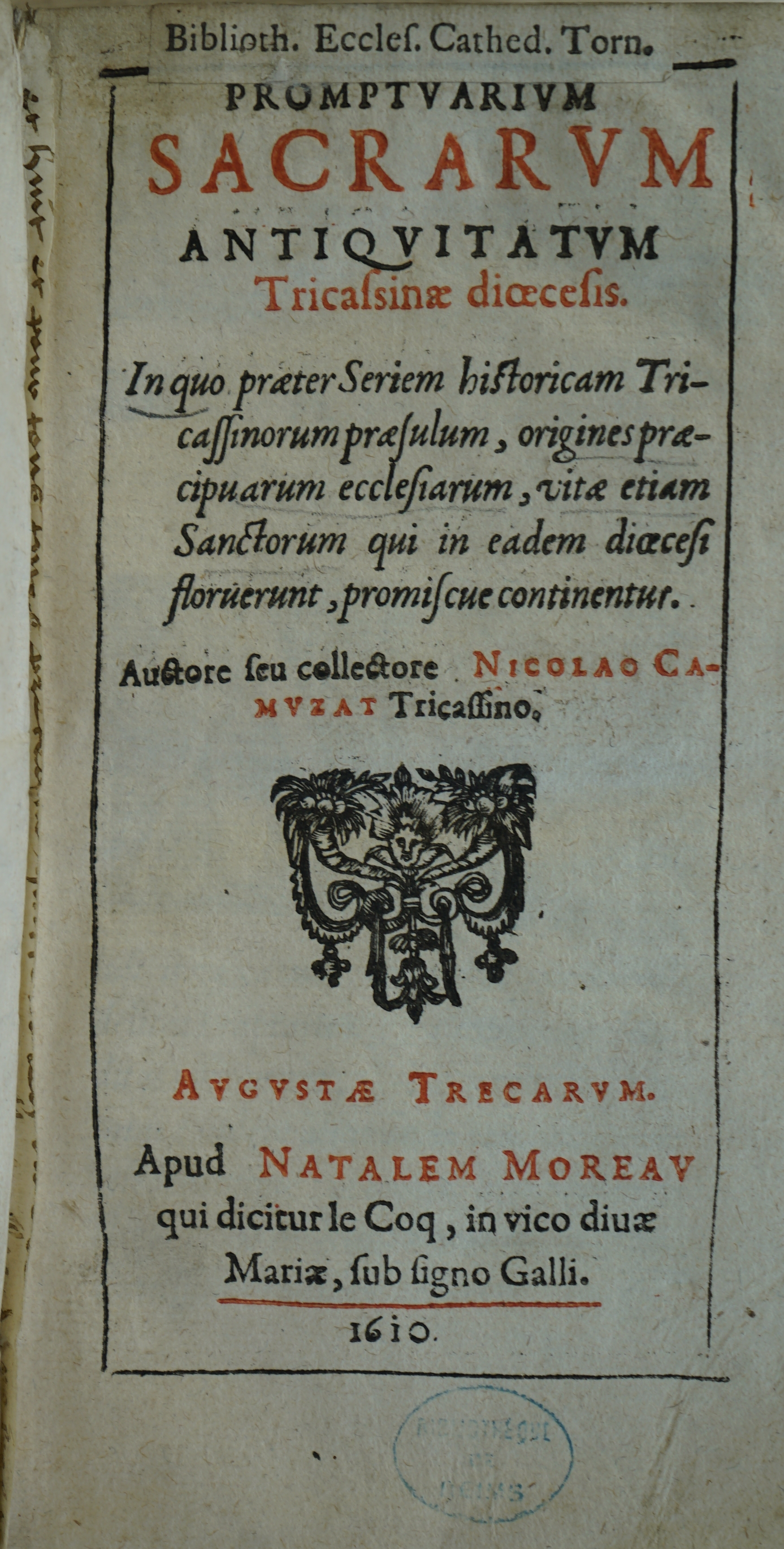
Promptuarium sacrum.